# Цитаделле (станция метро)
«Цитаделле» (нем. Zitadelle) — станция Берлинского метрополитена в округе Шпандау. Расположена на линии U7 между станциями «Альтштадт Шпандау» (нем. Altstadt Spandau) и «Хазельхорст» (нем. Haselhorst). Находится на пересечении улиц Ам Юлиустурм (нем. Am Juliusturm) и Цитаделленвег (нем. Zitadellenweg).

## История
Проектное название станции — «Ам Юлиустурм». Открыта 1 октября 1984 года в составе участка «Рордамм» — «Ратхаус Шпандау».

## Архитектура и оформление
Колонная двухпролетная станция мелкого заложения c двумя береговыми платформами. Архитектор — Райнер Г. Рюммлер. Оформление соответствует расположенной рядом цитадели Шпандау. Стены станции выложены красным кирпичом, украшены фресками, посвященными истории ранее независимого города Шпандау и фотоснимками его известных уроженцев. Ряд классических колонн гармонирует с рисунком потолка станции. Наземные павильоны украшены барельефами в римском стиле.